# 호르스트 아데마이트
호르스트 아데마이트(독일어: Horst Ademeit, 1912년 2월 8일 브레슬라우 ~ 1944년 8월 7일 뒤나부르크)는 독일의 전직 독일 공군 전투기 에이스이자 제2차 세계 대전 중 오크잎 기사 철십자 훈장 수여자였다. 뒤나부르크 근처에서 작전 중 실종되었으나 거의 전사한 것으로 추정된다.

## 어린 시절
호르스트 아데마이트는 쾨니히스베르크 알버티나 대학(Königsberg Albertina University)에서 공부했으며, 전쟁 전에 비행술을 배워 전투기 조종사가 되었다.

## 전쟁 중
1940년 봄, 아데마이트는 3./JG 54에 배속되어 영국 본토 항공전에 참가했다. 아데마이트는 1940년 9월 18일에 격추되어 해협에 추락된 후, 나중에 그 공중전에서 첫 번째 격추를 기록했다고 주장했다. 상처하나 입지 않고 그는 구조되었다.
1941년 6월, 독일의 소련 침공 후, 아데마이트는 동부전선의 I./JG54에 배속되어 격추 기록을 이어갔고, 1944년 8월 초에 JG 54 지휘관으로 임명되었다.
1944년 8월 7일, 아데마이트는 러시아군의 IL-2 스투르모빅 지상공격기를 뒤나부르크의 러시아군 전선을 넘어 동쪽으로 추격했다. 그러나, 임무 후 귀환에 실패했고, 전투 중 실종된 것으로 간주되고 있다.
호르스트 아데마이트는 600회의 임무 수행 중 166회의 격추 기록을 세웠고, 이중 164기는 동부 전선에서 세운 것이었다.

## 서훈 경력
- 독일 공군 명예장 (Ehrenpokal der Luftwaffe, 1941년 12월 8일)
- 황금 독일 십자장 (1942년 2월 25일)
- 장 1급 및 2급
- 오크잎 기사 철십자 훈장

- 기사 철십자 훈장 (1943년 4월 16일)
- 오크잎 추가 (1944년 3월 2일)